# Brenda
Brenda – żeńskie imię, które jest odpowiednikiem męskiego imienia Brendan. Imię popularne w kulturze amerykańskiej i angielskiej.
Brenda imieniny obchodzi: 16 maja.